# Manolo Solo
Manuel Fernández Serrano, conegut artísticament com a Manolo Solo (Algesires, 1964) és un actor espanyol, guanyador d'un Goya i dos premis de la Unión de Actores y Actrices al millor actor de repartiment de cinema. Així mateix, ha actuat en sèries de televisió i en obres de teatre. També ha treballat com a director i actor de doblatge.

## Biografia

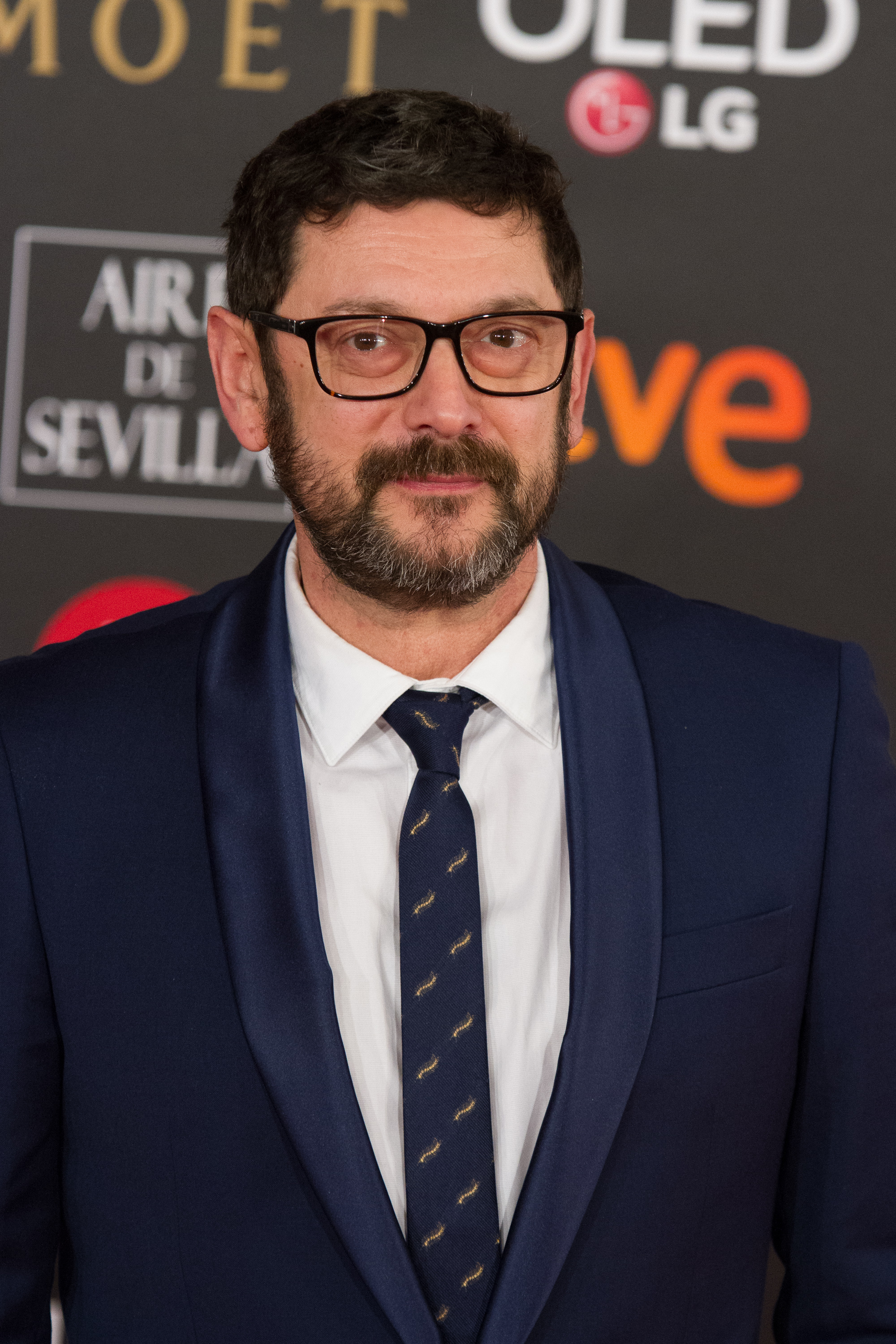
Manolo Solo als Premis Goya 2018

Va estudiar a l'Institut de Teatre de Sevilla i és també llicenciat en Ciències de l'Educació per la Universitat de Sevilla. Ha realitzat diversos muntatges teatrals i ha participat en sèries de televisió com Gran Reserva: El origen, Prim, l'assassinat del carrer del Turco o Amar en tiempos revueltos. Ha estat nominat al Goya prr B, la película on interpretava al jutge Pablo Ruz. Així mateix, ha guanyat dos premis de la Unión de Actores prr La isla mínima i B, la película.

## Sèries de televisió
- Compañeros (2001) com Camello
- El comisario (2002)
- Un paso adelante (2002)
- Hospital Central (2003) com Bernabé
- Cuéntame cómo pasó (2004) com Maltratador
- Lobos (2005)
- Motivos personales (2005) com a Fiscal
- 7 días al desnudo (2006)
- Tirando a dar (2006) com Chema
- Hermanos y detectives (2007-2009) com Sergio Blasco
- De repente, los Gómez (2009) com a director del col·legi
- Paquirri (2010) com Medina
- Supercharly (2010) com Dr. Eugenio Gen
- Los misterios de Laura (2011) com Isaac
- Amar en tiempos revueltos (2011) com don Rogelio Orduña Modeo
- Homicidios (2011) com Teniente Liébana
- Historias robadas (2012)
- Aída (2012)
- Gran Reserva: El origen (2013)
- Mario Conde, los días de gloria (2013) com Carlos Solchaga
- El don de Alba (2013)
- Cuéntame un cuento: La bella y la bestia (2014) com Inspector Romero
- Prim, l'assassinat del carrer del Turco (2014) com Coronel Ángel González Nandín
- El Ministerio del Tiempo (2015) com Subsecretario Emilio Redón
- Web Therapy (2016) com Jaime Antúnez
- Dragon Ball Super (2017) com Lord Bills/Beerus
- El incidente (2017) com Isidoro, el alcalde
- La zona (2017) com Alfredo Asunción
- Apaches (2018) com Inspector Prada
- La peste (2018-¿?) com Celso de Guevara
- El Continental (2018) com Alfonso Abascal
- Arde Madrid (2018)
- Justo antes de Cristo (2019-¿?) com Gabino

## Filmografia
- Cuando todo esté en orden (2002) com Juan
- Carlos contra el mundo (2003) com Mol
- Astronautas (2003) com Lorenzo
- La flaqueza del bolchevique (2003) com Francisco
- Recambios (2004) com Miguel
- 15 días contigo (2005) com a Indigente
- 7 vírgenes (2005) com Director centro
- El laberinto del fauno (2006) com Garcés
- Lola, la pel·lícula (2007) com Joaquín Romero
- Pudor (2007) com Home X
- Las 13 rosas (2007) com Fontenla
- El cónsul de Sodoma (2009) com Meler
- Celda 211 (2009) com José María Roca, director de la cárcel
- Amador (2010) com Cura
- El gran Vázquez (2010) com Francisco Ibáñez
- Biutiful (2010) com Médico
- 23-F: la pel·lícula (2011) com Fernando Castedo
- Verbo (2011) com Profesor
- Impávido (2012) com Tena
- ¿Quién mató a Bambi? (2013) com Taxista bizco
- Caníbal (2013) com Vecino
- Carmina y amén (2014) com Doctor
- La isla mínima (2014) com el periodista
- Dragon Ball Z: La Batalla de los Dioses, Dragon Ball Z: La Resurrección de F i Dragon Ball Super: Broly (2014-19) com Lord Bills/Beerus
- B, la pel·lícula (2015) com el juez Pablo Ruz
- Asesinos inocentes (2015) com a Fiscal
- Tarde para la ira (2016) com Santi Triana
- Es por tu bien (2017) com Juan
- El guardián invisible (2017) com Doctor Basterra
- Los del túnel (2017) com José Manuel
- Tiempo después (2018)
- La sombra de la ley (2018)
- El silencio de la ciudad blanca (2019) com Mario Santos

## Premis i nominacions
Premis Goya
| Any  | Categoria                                     | Pel·lícula        | Resultat  |
| ---- | --------------------------------------------- | ----------------- | --------- |
| 2015 | Millor interpretació masculina de repartiment | B, la película    | Nominat   |
| 2016 | Millor interpretació masculina de repartiment | Tarde para la ira | Guanyador |

XXIV Edició dels Premis de la Unión d'Actores
| Categoria                                                 | Pel·lícula     | Resultat  |
| --------------------------------------------------------- | -------------- | --------- |
| Unión de Actores al millor actor de repartiment de cinema | La isla mínima | Guanyador |
| Unión de Actores al millor actor de repartiment de cinema | B, la película | Guanyador |

Medalles del Cercle d'Escriptors Cinematogràfics
| Any  | Categoría              | pel·lícula        | Resultat  |
| ---- | ---------------------- | ----------------- | --------- |
| 2016 | Millor actor secundari | Tarde para la ira | Guanyador |